# Мелодии голых ветвей
«Мелодии голых ветвей» — альбом группы «Калинов Мост», составленный из новосибирских концертных записей 1986—1991 годов. Впервые издан в 1997 году фирмой Moroz Records.
Большинство композиций, представленных на альбоме, так и не было записано группой в студии.

## Об альбоме
Альбом «Мелодии голых ветвей» составлен из записей, сделанных на нескольких концертах, состоявшихся в Новосибирске с 1986 по 1991 годы. Запись производил Анатолий Атюков, которого называют архивариусом «Калинова Моста» новосибирского периода.
Альбом был издан в 1997 году фирмой Moroz Records в рамках серии «Быль», содержащей преимущественно ранее неизданные архивные записи. В 2006 году состоялось переиздание, осуществлённое лейблом Real Records.
Некоторые композиции, включённые в состав «Мелодий голых ветвей», в студийном варианте присутствуют на магнитоальбоме «Калинов Мост», который был записан в 1986 году, но официально издан только в 2006 году. Ещё часть композиций присутствует на сольных акустических альбомах Дмитрия Ревякина «Всякие разные песни» и «Обломилась доска».

## Список композиций
Музыка и слова — Дмитрий Ревякин, кроме отмеченных композиций:
| №                   | Название                                                                        | Место и время проведения                                   | Длительность |
| ------------------- | ------------------------------------------------------------------------------- | ---------------------------------------------------------- | ------------ |
| 1.                  | «Вступление» (музыка — В. Чаплыгин)                                             | НЭТИ, 30 марта 1986                                        | 0:36         |
| 2.                  | «Кроха»                                                                         | Городской радиотрансляционный узел (ГРТУ), 27 декабря 1986 | 2:22         |
| 3.                  | «Хоровод» (музыка — «Калинов Мост»)                                             | ГРТУ, 27 декабря 1986                                      | 5:24         |
| 4.                  | «Отец работал»                                                                  | ГРТУ, 27 декабря 1986                                      | 4:38         |
| 5.                  | «Воздушная тревога» (музыка — В. Смоленцев, А. Щенников)                        | ГРТУ, 27 декабря 1986                                      | 5:09         |
| 6.                  | «С боевыми глазами»                                                             | ГРТУ, 27 декабря 1986                                      | 3:45         |
| 7.                  | «Девочка летом» (музыка — Дж. Дж. Кейл; слова — Д. Ревякин)                     | ГРТУ, 27 декабря 1986                                      | 2:56         |
| 8.                  | «Во глубине сибирских руд» (музыка — traditional (blues); слова — А. С. Пушкин) | ГРТУ, 27 декабря 1986                                      | 2:44         |
| 9.                  | «Кто нас воспитал?» (музыка — В. Мокшин)                                        | Академгородок, весна 1987                                  | 1:55         |
| 10.                 | «Пока ты молод» (музыка — А. Щенников, Д. Селиванов; слова — Д. Ревякин)        | Академгородок, весна 1987                                  | 2:45         |
| 11.                 | «Пробраться ночью к роднику» (музыка — П. Гэбриел; слова — Д. Ревякин)          | ДК «Текстильмаш», осень 1986                               | 3:54         |
| 12.                 | «Грустная песня»                                                                | НЭТИ, 30 марта 1986                                        | 3:41         |
| 13.                 | «Королева перекрёстка»                                                          | НЭТИ, 30 марта 1986                                        | 3:27         |
| 14.                 | «Покоряясь весне»                                                               | НЭТИ, 30 марта 1991                                        | 4:25         |
| 15.                 | «Надоест суета» (музыка — А. Щенников; слова — Д. Ревякин)                      | НЭТИ, 30 марта 1991                                        | 4:29         |
| 16.                 | «Я ухожу в никуда»                                                              | НЭТИ, 30 марта 1991                                        | 4:17         |
| 17.                 | «Вот тебе моя рука» (музыка — А. Щенников, Д. Селиванов; слова — Д. Ревякин)    | НЭТИ, 30 марта 1991                                        | 4:30         |
| 18.                 | «Мелодия голых ветвей» (музыка — Д. Ревякин; слова — Д. Ревякин, Е. Витенберг)  | НЭТИ, 30 марта 1991                                        | 3:15         |
| Общая длительность: | Общая длительность:                                                             | Общая длительность:                                        | 1:03:34      |

## Участники записи
- Дмитрий Ревякин — вокал, акустическая гитара
- Василий Смоленцев — бэк-вокал, гитара
- Андрей Щенников — бэк-вокал, бас
- Виктор Чаплыгин — бэк-вокал, барабаны
- Дмитрий Селиванов — гитара (12-13), труба (1)
- Михаил Денисенко — губная гармошка (15-16)[6]

Звукооператоры — Александр Кириллов (1-12), Николай Рыбников (14-18), неизвестный звукооператор (13).
Дизайн альбома — Василий Гаврилов, Павел Семёнов. Художник — Владимир Распутин.